# Callipappidae
Callipappidae  (лат.) — семейство полужесткокрылых насекомых-кокцид. 2 рода.

## Распространение
Австралия, Новая Зеландия, Тасмания.

## Описание
Относительно крупные и среднего размера червецы и щитовки овальной формы (длина до 4 см). Взрослые самки обычно ярко окрашены, красные или оранжевые. Ротовые органы атрофированы. Лапки состоят из одного членика. Имеют 8 пар брюшных дыхалец. Четыре личиночных возраста у самок и пять у самцов. Питаются соками корней растений (Banksia), кроме рода Platycoelostoma, чьи представители развиваются на ветвях (Diselma, Libocedrus).

## Систематика
2 рода. Ранее включались в состав семейства гигантские и карминоносные червецы (Margarodidae). В качестве отдельного семейства впервые упомянуто в 1996 году (Koteja, 1996)
- Callipappus Guérin-Méneville, 1841
  - Callipappus australis
  - Callipappus farinosus
  - Callipappus immanis
  - Callipappus rubiginosus
  - Callipappus westwoodii
- Platycoelostoma Morrison, 1923[4]
  - Platycoelostoma compressa Maskell, 1892
  - Platycoelostoma tasmanicum Gullan, Sjaarda, 2001